# Varmebølge
En varmebølge er en periode, hvor vejret i flere dage udviser høje temperaturer og ofte med høj luftfugtighed som ledsagefænomen. Varmebølger har en præcis definition i meteorologien af hensyn til vejrstatistik og til rapportering i vejrudsigter. De forskellige landes definitioner er dog tilpasset landenes klimaforhold og er derfor forskellige. 

## Varmebølge i Danmark
I Danmark definerer DMI en varmebølge som en periode, hvor gennemsnittet af de højeste registrerede temperaturer målt over tre sammenhængende dage overstiger 25°C. En varm periode skal således vare mindst tre dage, før den karakteriseres som en varmebølge, men den kan naturligvis også vare længere. En varmebølge bliver ikke afbrudt, selv om der skulle forekomme enkelte dage midt i den, hvor temperaturen ikke når over de 25°C, når blot gennemsnittet over tre dage ligger højere.
Varmebølgen kan være regional, dvs. forekomme i en af de otte regioner, DMI inddeler Danmark i, eller landsdækkende. En regional eller landsdækkende varmebølge optræder, når 50% af regionens/hele landets areal opfylder betingelsen.

## Helbredsrisiko
Høje temperaturer kan udgøre en helbredsrisiko for både mennesker og dyr. Specielt er der risiko for solskoldning og hedeslag under varmebølger.